# Strijland (wijk)
Strijland is een oude aardrijkskundige naam, tegenwoordig de naam van een wijk in de Gelderse stad Nijkerk.

## Naam en geschiedenis
Op de plek waar de moderne wijk staat was vroeger een boerderij met de naam Strieland. Ook liep er destijds een watertje genaamd de Strielandse Beek.
Eind jaren '70 werd begonnen met de bouw van de wijk Strijland. Rond 1986 was het werk voltooid. In 2015 werd begonnen met een herinrichting. Er vonden werkzaamheden plaats aan de straten, groenvoorziening en riolering.

## Wijkindeling
Strijland bestaat uit een vogeldeel (het zuidwestelijke gedeelte), een bomendeel (het noordwestelijke gedeelte) en een schildersdeel (het oostelijke gedeelte). In de wijk ligt onder andere Sporthal Strijland. De wijk grenst aan de andere wijken Paasbos en Beulekamp. Ten noorden van de wijk loopt de Paasbosweg die in het zuidwesten overgaat in de Barneveldseweg (ofwel de N301). Aan de westkant ligt de hoefslag die daarna overgaat in de Bachlaan en de Grieglaan en uiteindelijk via de Chopinlaan uitkomt bij de Barneveldseweg.
Centrum · Schulpkamp · Rensselaer · Paasbos · Strijland · Beulekamp · Luxool · Hazeveld · Bruins Slotlaan · Corlaer · Groot Corlaer (Boerderijakkers · De Kamers) · De Bogen · De Terrassen · Doornsteeg · Het Spaanse Leger

Bedrijventerreinen:
Arkervaart · Watergoor · Spoorkamp · De Flier